# Michael-und-Gabriel-Kloster
Michael-und-Gabriel-Kloster, auch Erzengelkloster sind den Heiligen Erzengeln Michael und Gabriel geweihte Klöster. Diese Widmung ist besonders ostkirchlich verbreitet.
In anderen Sprachen:
griechisch Taxiarches

## Griechenland
- Kloster Taxiarches, Mantamados, Lesbos[1][2]
- Kloster Taxiarchis Sérifos, Kykladen

## Kosovo
- Erzengelkloster (Prizren), in Prizren, Kosovo

## Rumänien
- Kloster Stavropoleos, Bukarest
- Kloster der Hl. Erzengel Michael und Gabriel, Galați, Galați